# Hermann Leiser (Verlag)
Der Verlag Hermann Leiser, auch Verlag Herm. Leiser genannt, war ein Ansichtskarte-Verlag, dessen Schwerpunkt „auf der Porträtfotografie von Personen des kulturellen Lebens“ lag. Der Namensgeber hatte um 1907 den Verlag von Louis Blumenthal übernommen und wirkte von Berlin-Wilmersdorf (Berlin W. 15) aus bis Mitte oder Ende der 1920er Jahre, während der Firmeninhaber als Fotograf und Verleger noch bis 1935 agierte.
Während der vormalige Verlag von Louis Blumenthal vor seiner Übernahme durch Leiser noch mit mehr als „1500 Portraits“ für sich werben konnte, bewarb die Firma „Hermann Leiser, vorm. Lous Blumenthal“ um 1908/1909 unter der Adresse Olivaerplatz 4 bereits „3000 Portraitkarten von Schauspielern, Opernsängern, Musikern, Schriftstellern, sowie Scenenkarten“ aus zeitgenössischen Theateraufführungen. Monatlich Neuerscheinungen waren Aufnahme-Vervielfältigungen im Format einer Postkarte im Bromsilberdruck, für die das Unternehmen regelmäßig aktualisierte Verzeichnisse „gratis und franco“ herausgab.
In Werbeanzeigen offerierte Leiser für Gastspiele und Konzerte auch sein Kommissionsgeschäft, das sich an Veranstalter wie auch die abgebildeten Künstler wendete.

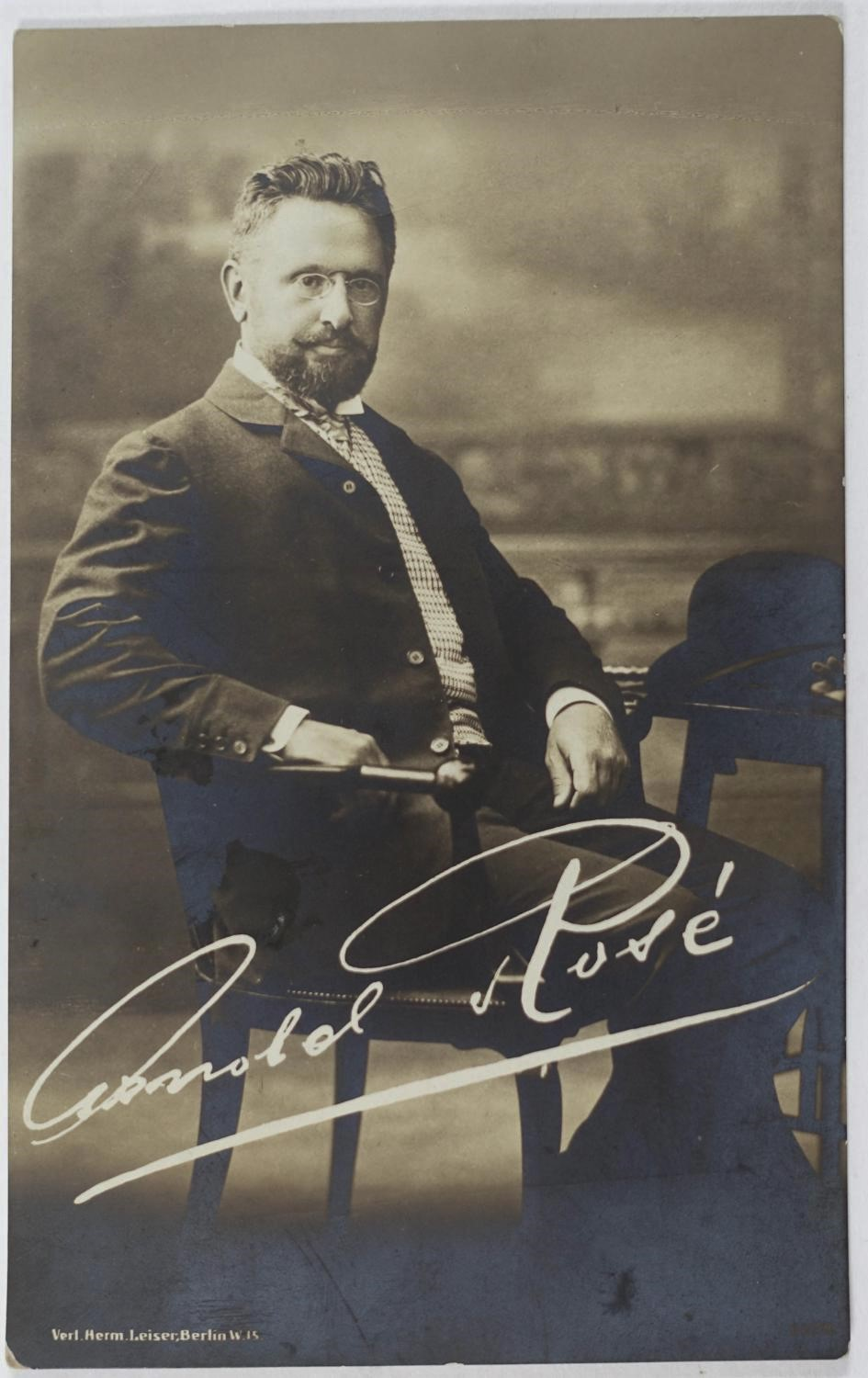
Der Violinist Arnold Rosé; Bromsilberdruck um 1920, signiert
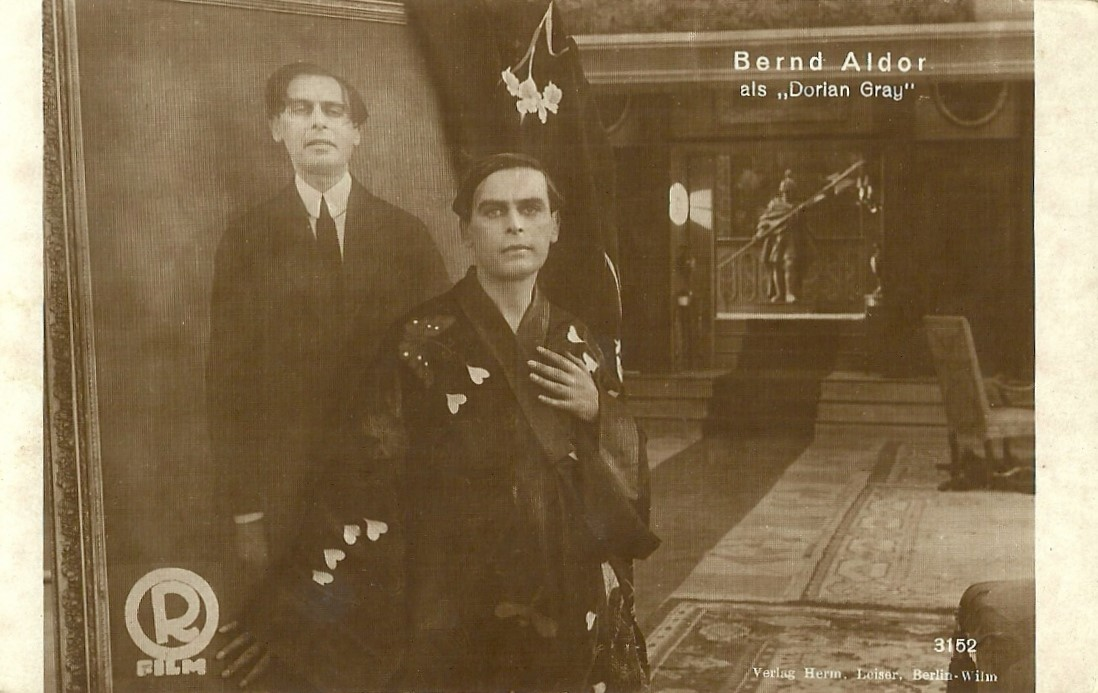
Bernd Aldor in der Hauptrolle des von Richard Oswald (RO-Film) produzierten Stummfilms von Oscar Wildes Das Bildnis des Dorian Gray; um 1917, Nummer 3152
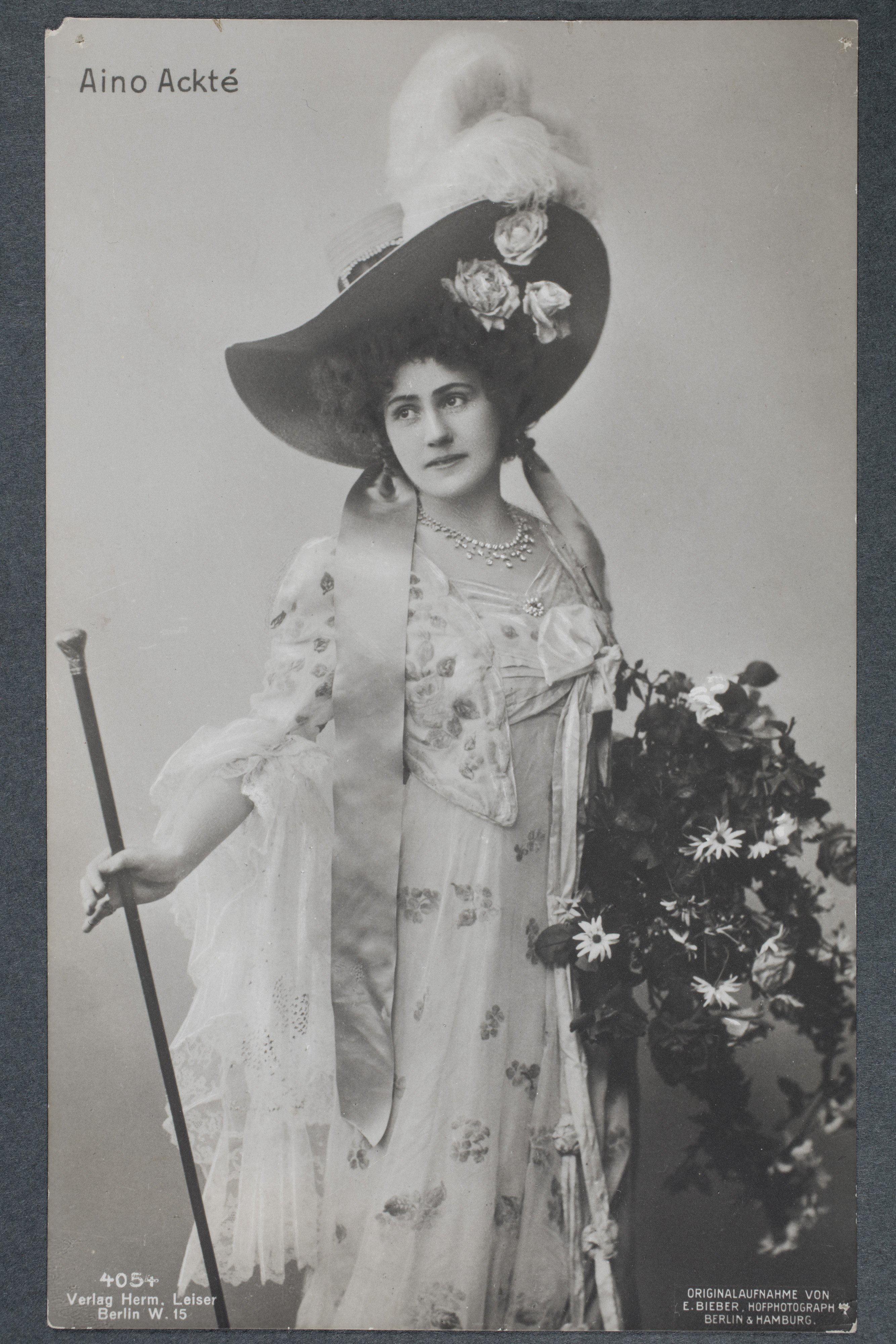
Die schwedische Schauspielerin Aino Ackté in einer Aufnahme von Emilie Bieber von 1906, Nummer 4054
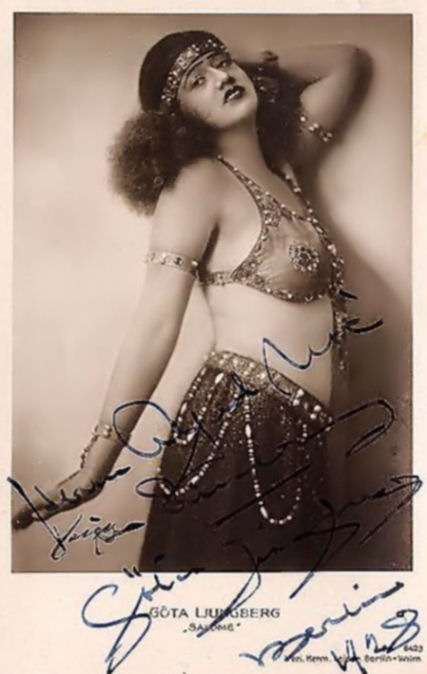
Göta Ljungberg um 1924 in London als Salome; von der Künstlerin 1928 signiert; Nummer 6423
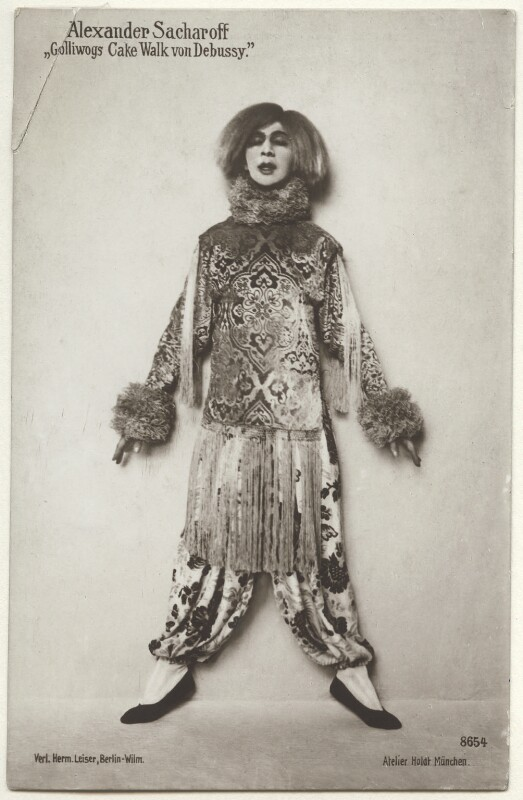
Der Tänzer Alexander Sacharoff um 1910 in Golliwogg's Cake-walk; Nummer 8654